# Charax
Charax – rodzaj ryb z rodziny kąsaczowatych (Characidae).

## Klasyfikacja
Gatunki zaliczane do tego rodzaju:
- Charax apurensis
- Charax caudimaculatus
- Charax condei
- Charax gibbosus – kąsacz[3]
- Charax hemigrammus
- Charax leticiae
- Charax macrolepis
- Charax metae
- Charax michaeli
- Charax niger
- Charax notulatus
- Charax pauciradiatus
- Charax rupununi
- Charax stenopterus
- Charax tectifer
- Charax unimaculatus

Gatunkiem typowym jest Salmo gibbosus (Ch. gibbosus).